# Oekraïens-katholieke kerk (Genk)

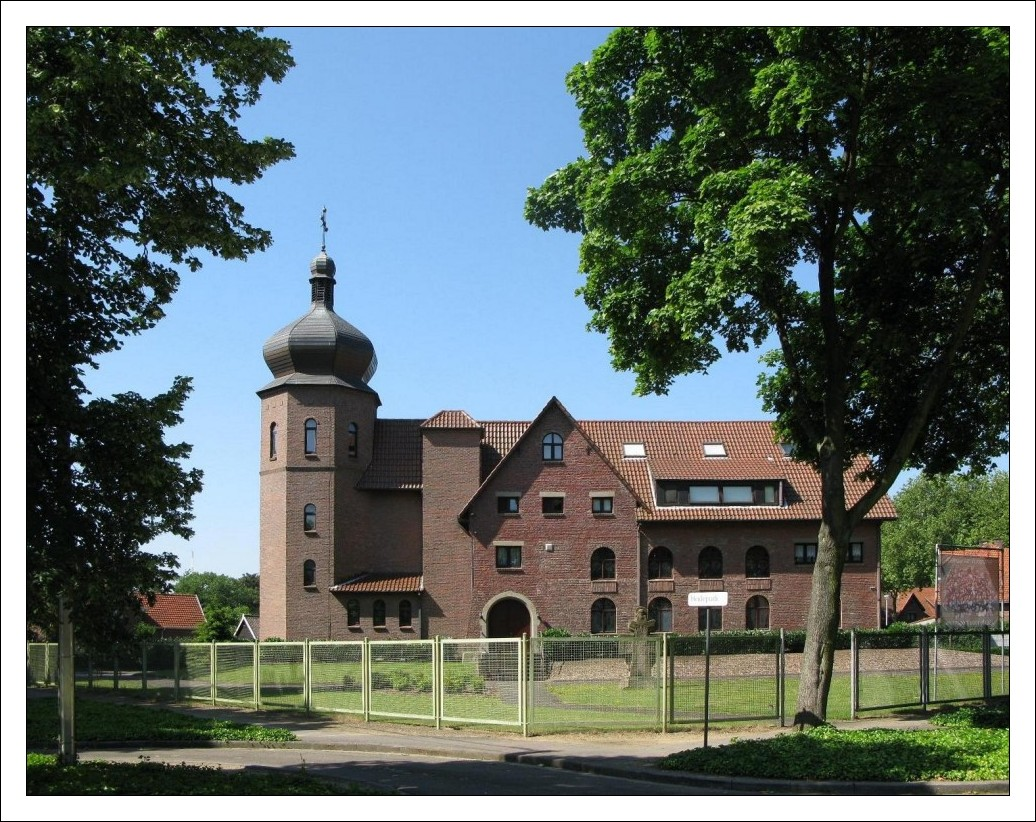
De Oekraïens-Katholieke kerk in Waterschei (Genk)

De Oekraïens-katholieke kerk, gelegen aan Binnenlaan 33 in de Genkse wijk Waterschei, is de parochiekerk van de Oekraïense Grieks-Katholieke Kerk.

## Geschiedenis
Door de Oekraïens-Katholieke gemeenschap werd een leegstaand logementshuis uit 1923 aangekocht, "Hotel Terminus" genaamd en dat eigendom was van de steenkoolmijn van Waterschei. Dit werd omgebouwd tot het Josyf Slipyj-centrum onder architectuur van E. Lambrechts.
Op de begane grond kwam de kerk, de kelderverdieping werd een ontmoetingsruimte, en op de bovenverdieping kwamen enkele appartementen voor hulpbehoevende Oekraïners. Er werd een toren toegevoegd met een koepelvormige spits, in Oekraïense trant.

## Meubilair
In de kerk vindt men een iconostase met iconen die werden geschilderd in 1960 door zuster Elisabeth van de priorij "Vita et Pax" te Schoten. De iconen werden gebruikt in de iconostase van de Kapel Hoevenzavel, eveneens te Waterschei, en later naar deze kerk overgebracht.
De glas-in-loodramen werden van 1990-1992 vervaardigd door Amand van Rompaey, in Byzantijnse trant.
Er worden rondleidingen door deze kerk georganiseerd. 